# Архиепархия Барранкильи

Герб архиепархии Барранкильи

Архиепархия Барранкильи (лат. Archidioecesis Barranquillensis) — архиепархия Римско-Католической церкви с центром в городе Барранкилья, Колумбия. В митрополию Барранкильи входят епархии епархии Вальедупара, Риоачи, Санта-Марты, Эль-Банко. Кафедральным собором архиепархии Барранкильи является церковь Пресвятой Девы Марии.

## История
7 июля 1932 года Римский папа Пий XI выпустил буллу «Maxime quidem», которой учредил епархию Барранкильи, выделив её из Архиепархии Картахены. В этот же день епархия Барранкильи вошла в митрополию Картахены.
25 апреля 1969 года Римский папа Павел VI выпустил буллу «Recta rerum», которой возвёл епархию Барранкильи в ранг архиепархии.

## Ординарии архиепархии
- епископ Luis Calixto Leiva Charry (21.11.1933 = 16.05.1939);
- епископ Julio Caicedo Téllez S.D.B.[1] (26.06.1942 — 23.02.1948) — назначен епископом Кали;
- епископ Jesús Antonio Castro Becerra (19.08.1948 — 18.12.1952) — назначен епископом Пальмиры;
- епископ Francisco Gallego Pérez (3.02.1953 — 18.12.1958) — назначен епископом Кали;
- архиепископ Germán Villa Gaviria C.I.M. (3.02.1959 — 11.05.1987);
- архиепископ Фелиш Мария Торрес Парра[исп.] (11.05.1987 — 18.03.1999);
- архиепископ Рубен Дарио Саласар Гомес (18.03.1999 — 8.07.2010) — назначен архиепископом Боготы;
- архиепископ Хайро Харамильо Монсальве[исп.] (13.11.2010 — 14.11.2017) — оставлен почётным архиепископом Барранкильи;
- архиепископ Пабло Эмиро Салас Антелис[исп.] (17.11.2017 — по настоящее время).

## Источник
- Annuario Pontificio, Libreria Editrice Vaticana, Città del Vaticano, 2003, ISBN 88-209-7422-3
- Булла Maxime quidem Архивная копия от 4 февраля 2020 на Wayback Machine, AAS 26 (1934), стр. 47  (лат.)
- Булла Recta rerum Архивная копия от 2 марта 2013 на Wayback Machine  (лат.)